# Michèle Guillaume-Hofnung
Michèle Guillaume-Hofnung, née le 14 décembre 1947, est une juriste française, professeure émérite en droit public, experte en médiation et en éthique.
Elle est reconnue pour sa contribution à la structuration de la médiation en France et à l'international, notamment à travers la définition de la médiation qu'elle a élaborée et diffusée depuis les années 1980.

## Biographie

### Famille et formation
Michèle Marie Guillaume naît le 14 décembre 1947. Elle est docteur en droit, maître de conférences à la faculté de droit de l'université Paris-Panthéon-Assas, vice-présidente de l'Institut de formation à la médiation (IFM), présidente de la commission « Droit et médiation » du Centre national de la médiation (CNM) en 1995, professeur de droit public à l'université de Paris XI-Paris Sud, en 2002. Elle y a dirigé le Collège d'études interdisciplinaires, le Master « Diplomatie & négociation stratégique », et le 3ᵉ cycle de droit de la santé. Elle a également assuré des enseignements en éthique à l'université Paris-Cité où elle a co-fondé les premiers enseignement d'éthique médicale en 1989, notamment à l'AP-HP.
Depuis 1999, elle est directrice de thèses et présidente de jury de thèses,.

### Travaux scientifiques

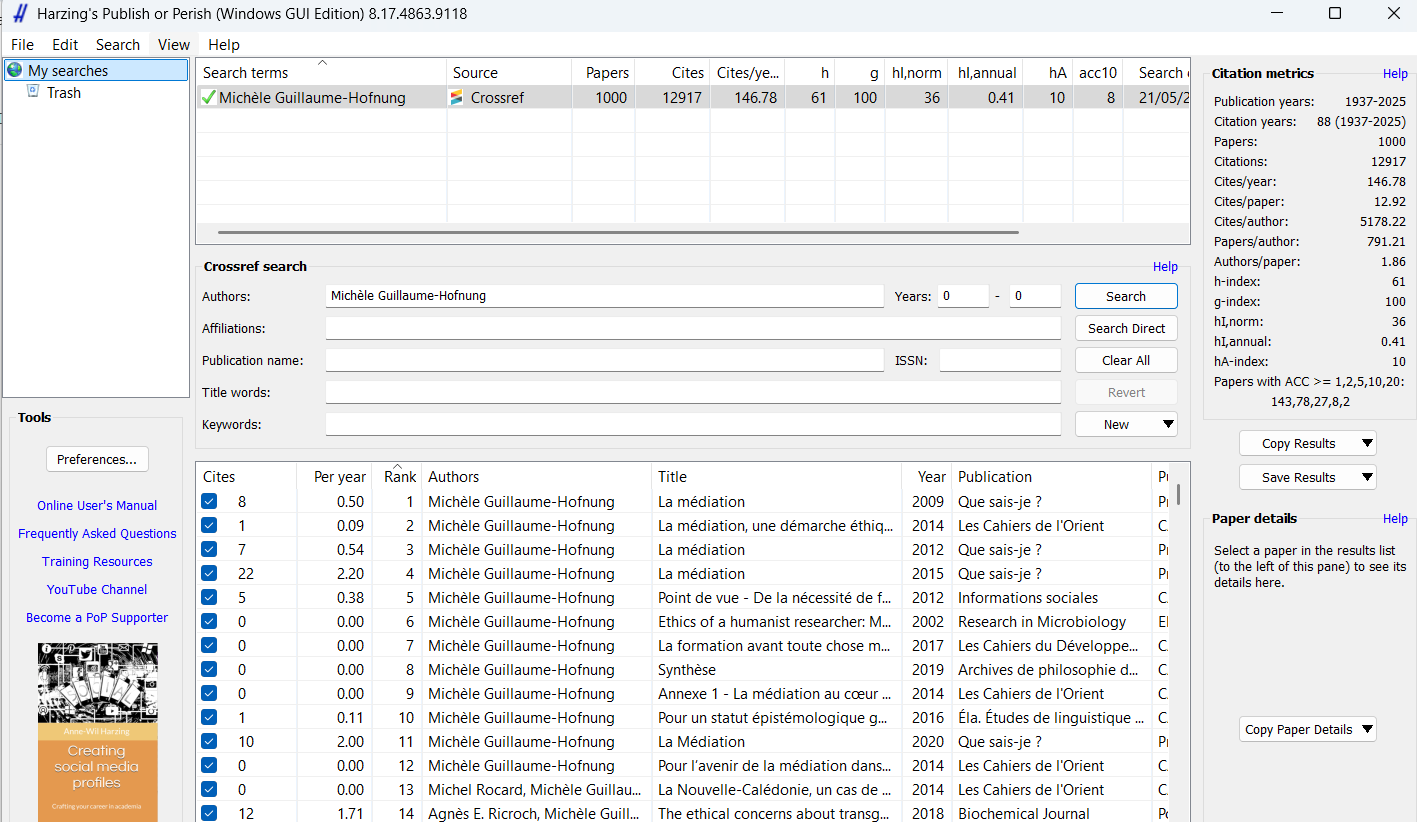
Indices g et h de Michèle Guillaume-Hofnung, le 21 mai 2025.

En 1987, Michèle Guillaume-Hofnung participe à la création de la première formation de médiation en Europe. En 2000, avec le soutien de Serge Guinchard, elle crée le diplôme d'université (DU) « La médiation » à l'université Paris-Panthéon-Assas. En 2006, elle fonde l'Institut de médiation Guillaume-Hofnung (IMGH).
En 2019, France Stratégie, service du Premier ministre, la qualifie de « spécialiste de la médiation ».
En 2025, ses indice h et  indice g (en), prenant en compte le nombre de publications (productivité) et le nombre de citations (impact des publications) sont respectivement de 61 et 100, ce qui est très élevé et montre l'impact de ses publications.

### Engagements
Outre ses fonctions académiques et universitaires, Michèle Guillaume-Hofnung est :
- vice-présidente du comité des droits de l'Homme de la commission nationale française pour l'Unesco[12],[4] (1995-2015) ;
- experte en éthique pour l'Unesco[13], l'Union Européenne et le Conseil de l'Europe ;
- présidente de l'Union Professionnelle Indépendante des Médiateurs (UPIM)[14] ;
- membre fondateur et vice-présidente de l'Académie de l'éthique[15].

Elle est nommée :
- le 6 août 2002, membre de la Commission de la République française pour l'éducation, la science et la culture[16] ;
- le 20 mai 2008, membre de la Commission nationale d'agrément des associations représentant les usagers dans les instances hospitalières ou de santé publique, « Au titre des personnalités choisies en raison de leur expérience de la vie associative »[17] ;
- le 25 mai 2023, membre du Conseil national de la médiation[18].

## Distinctions
Le 30 avril 2002, Michèle Guillaume-Hofnung est nommée au grade de chevalier dans l'ordre national du Mérite au titre de « membre d'un conseil national d'aide à la famille ; 32 ans de services civils et d'activités sociales ».

## Publications

### Ouvrages
- Le Référendum, no 2329 de la collection Que sais-je ?, Presses universitaires de France, 1re édition en 1987 , 2e en 1994.
Recension dans le quotidien Le Monde du 1er mars 1987, [lire en ligne]
Recension de Thierry Ablard dans la Revue française d'administration publique, no 71, 1994, p. 550, [lire en ligne].
- La Médiation, no 2930 de la collection Que sais-je ?, Presses universitaires de France, 1re édition en 1995, 2e en 2000, 3e en 2005, 4e en 2007, 5e en 2009, 6e en 2011, 7e en 2015, 8e en 2020, 9e en 2023  (ISBN 978-2-71541-703-8)
Recension de Jean-Pierre Bonafé-Schmitt dans la revue Droit et Société, no 33, 1996, p. 464-468, [lire en ligne].
Recension de Francis Danvers dans la revue Spirale. Revue de recherches en éducation, no 17, 1996, p. 257-258, [lire en ligne]
Le renouvellement de cet ouvrage, neuf éditions de 1995 à 2023, montre son importance dans le domaine de la médiation.
- Hôpital et médiation (dir.), éditions L'Harmattan, 2003  (ISBN 978-2-74751-738-6)

### Articles
Michèle Guillaume-Hofnung est l'auteur de nombreux articles et contributions dans des revues spécialisées en médiation et en éthique.
- « Droits des malades - Vers une démocratie sanitaire ? » in Problèmes politiques et sociaux, no 885, février 2003, La Documentation française, [présentation en ligne]
- « Fondements conceptuels d'une pratique de médiation », in revue Agir no 24 de janvier 2006 sur le thème Médiation et négociation[19], [lire en ligne].
- « La Nouvelle-Calédonie, un cas de médiation réussie ? », entretien avec Michel Rocard par Michèle Guillaume-Hofnung, in Les Cahiers de l'Orient, 2014/2 no 114, p. 37-45, [lire en ligne].
- « Les préoccupations éthiques concernant les cultures transgéniques » in The Biochemical Journal , 28 février 2018, [présentation en ligne], article cité dans wikidata.
- Pourquoi faut-il bien clarifier le sens de la « médiation » ?, mai 2022, [lire en ligne].

## Pour approfondir